# Nagios
Nagios（ナギオス）は、オープンソースのコンピュータシステムおよびネットワークの監視のためのアプリケーションソフトウェアである。Nagios は指定されたノードとサービスを監視し、問題が発生したり解決したりした時にユーザーに通知する。
当初 NetSaint の名称で Ethan Galstad を中心として開発され、保守されている。また、各種プラグインは何人かのソフトウェア開発者が活発に保守している。
当初 Linux 向けに開発されたが、現在ではその他のUNIX系OSでも動作する。
Nagios はフリーソフトウェア財団の GNU General Public License バージョン 2 でライセンス提供されている。

## 概要
- ネットワークサービスの監視（SMTP、POP3、HTTP、NNTP、ICMP、SNMP、FTP、SSH）
- ホストのリソース（CPU負荷、ハードディスク使用量、システムログ）の監視。大部分のOSを監視可能であり、Microsoft Windows も NRPE_NT プラグインを使って監視可能。
- その他プローブを使った監視（温度、アラームなど）。それぞれ専用のプラグインを使ってネットワーク経由で各種データを収集。
- リモート監視には、SSH か SSL暗号トンネルを使う。
- プラグインの設計は単純で、ユーザーは必要に応じて監視したい事象についてのプラグインを開発できる。プラグイン記述言語としては、Bash、C++、Perl、Ruby、Python、PHP、C# などが使える。
- サービスの確認は並行して実施可能。
- ホストのダウン状態の検出や到達可能性の検出のため、ホスト間の階層構造を定義することができる。
- 問題発生時や解決時に指定された方法（電子メール、無線呼び出し、SMS、その他ユーザーがプラグインで実装した方法）で通知する。
- 問題発生時にその解決のために機能するイベントハンドラを定義できる。
- 自動ログファイルローテーション
- 監視ホストの冗長化実装をサポート
- オプションでネットワーク状態、通知、履歴、ログファイルなどを閲覧できるウェブインタフェース

## 名称の由来
Ethan Galstad の公式サイトにある FAQ によれば、N.A.G.I.O.S. は再帰的頭字語であり「Nagios Ain't Gonna Insist On Sainthood」（Nagios は聖人の地位に固執しない）の略であるという。これは当初の名称「Netsaint」にちなんだものである。「agios」 はギリシア語「αγιος 」のラテン翻字であり、聖人（英: saint）を意味する。